# Prugasta mitra
Prugasta mitra (lat. Episcomitra zonata) jedna od tri vrste zaštićenih morskih puževa u Jadranu. Najviše ga ima uz središnji dio istočne obale, a postojbina mu je sve od Rovinja do Cavtata.
Ime je dobio po tamnosmeđim prugama na svojoj vretenastoj ljušturi svjetlosmeđe boje, pa je zbog ljepote postao veoma rijetka i ugrožena vrsta, a od 1994. zakonom strogo zaštićena. Naraste do dužine od kojih 10 cm. Obitava na dnima od 20 do 85 metara.
Vrstu je prvi opisao Marryat 1818. godine. Prugasta mitra pripada porodici Mitridae.